# Aelred von Rievaulx

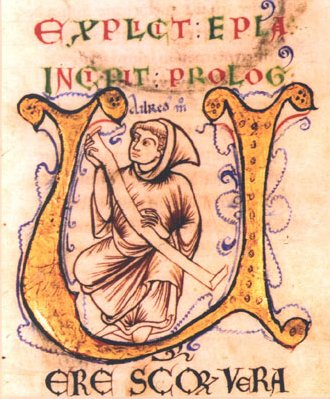
Aelred von Rieveaulx, zeitgenössische Abbildung aus der Handschrift De Speculo Caritatis, ca. 1140

Der Heilige Aelred von Rievaulx (* 1110 in Hexham, Northumberland; † 12. Januar 1167 in Rievaulx, North Riding of Yorkshire) war ein mittelalterlicher Abt, Prediger und Mystiker. Er war einer der bedeutendsten Mönche in der ersten Generation des Zisterzienserordens.

## Leben und Wirken
Aelred, dessen Name auch Ælred, Ailred, Æthelred und Ethelred geschrieben wird, wurde in Hexham, an der Grenze zwischen England und Schottland, geboren. Er wurde bei den Benediktinern in Durham erzogen und unterrichtet. Am Hof des schottischen Königs David I. (1124–1153) war Aelred einige Jahre als Palastmarschall und Haushofmeister („economus“ und „dapifer summus“), aber auch in diplomatischer Mission tätig.
Auf einer Gesandtschaft zum Erzbischof von York lernte er das Kloster Rievaulx (Yorkshire) kennen und war vom Leben der Mönche sehr beeindruckt. Mit 24 Jahren trat er dort ein und wurde nach kurzer Zeit erst Ökonom, dann 1141 kurz Novizenmeister. 1141–1143 wurde er Abt der Neugründung Revesby Abbey und 1147 Abt im sehr einflussreichen Mutterkloster Rievaulx.
Seine zwanzigjährige Amtszeit war sehr erfolgreich, sein Biograph Walter Daniel lobte: „Alles hat er verdoppelt: die Mönche und Konversen [Laienbrüder], die Grundstücke, Güter und Geräte; die Ordenszucht und Liebe aber hat er verdreifacht.“ (zit. n. Brem, Einleitung zu Spec. car., 10. s. u.) Dies ist eher untertrieben: Bei seinem Eintritt lebten im Kloster erst 25 Mönche, bei seinem Tod waren es 300 (!) – trotz der zwischenzeitlichen Gründung von Revesby. Später umfasste es sogar 650 Mönche (nach der Gründung der Waverley Abbey 1128 wuchs das Zisterziensertum auf den britischen Inseln sprunghaft: innerhalb von nur 25 Jahren wurden dort 58 Abteien gegründet; bei der Klosteraufhebung durch König Heinrich VIII. waren es rund 120).
Die Härten des Zisterzienserlebens und das kalte und feuchte Klima (nur ein Raum des Klosters wurde geheizt) beeinträchtigen seine schwache Gesundheit sehr; er litt in seinen letzten Lebensjahren an Rheumatismus und Bronchitis. Trotzdem vernachlässigte er seine Amtspflichten, aber auch die geistliche Fürsorge für seine Mönche bis auf das Totenbett nicht. Er starb am 12. Januar 1166 (oder 1167). Der Zisterzienserabt Gilbert von Hoyland hielt ihm einen ergreifenden Nachruf, in dem er die Geistesgesundheit, Fürsorge, Sanftmütigkeit und Geduld Aelreds lobte (sermo 40 in Canticum Salomonis).

## Heiligsprechung und Nachleben
Schon 1191 wurde Aelred heiliggesprochen. Seine Werke wurden in Abschriften in ganz Europa verbreitet; erst nach der Vernichtung aller englischen Abteien durch Heinrich VIII. gerieten sie allmählich in Vergessenheit. Neuentdeckt wurde er im 19. Jahrhundert, z. B. durch John Henry Newman, der wieder die Aufmerksamkeit der Wissenschaft auf ihn lenkte. Erst 1950 wurde die Vita Aelreds von Walter Daniel durch den Historiker F. Maurice Powicke im Druck herausgegeben; erst in den letzten Jahrzehnten startete eine kritische Edition, die noch nicht abgeschlossen ist. In der neueren Theologie und Spiritualitätsforschung findet er – wie die gesamte Zisterziensermystik – hohe Beachtung (vgl. die Angaben zur Sekundärliteratur).
Sein Gedenktag in der Church of England ist der 12. Januar.

## Werke

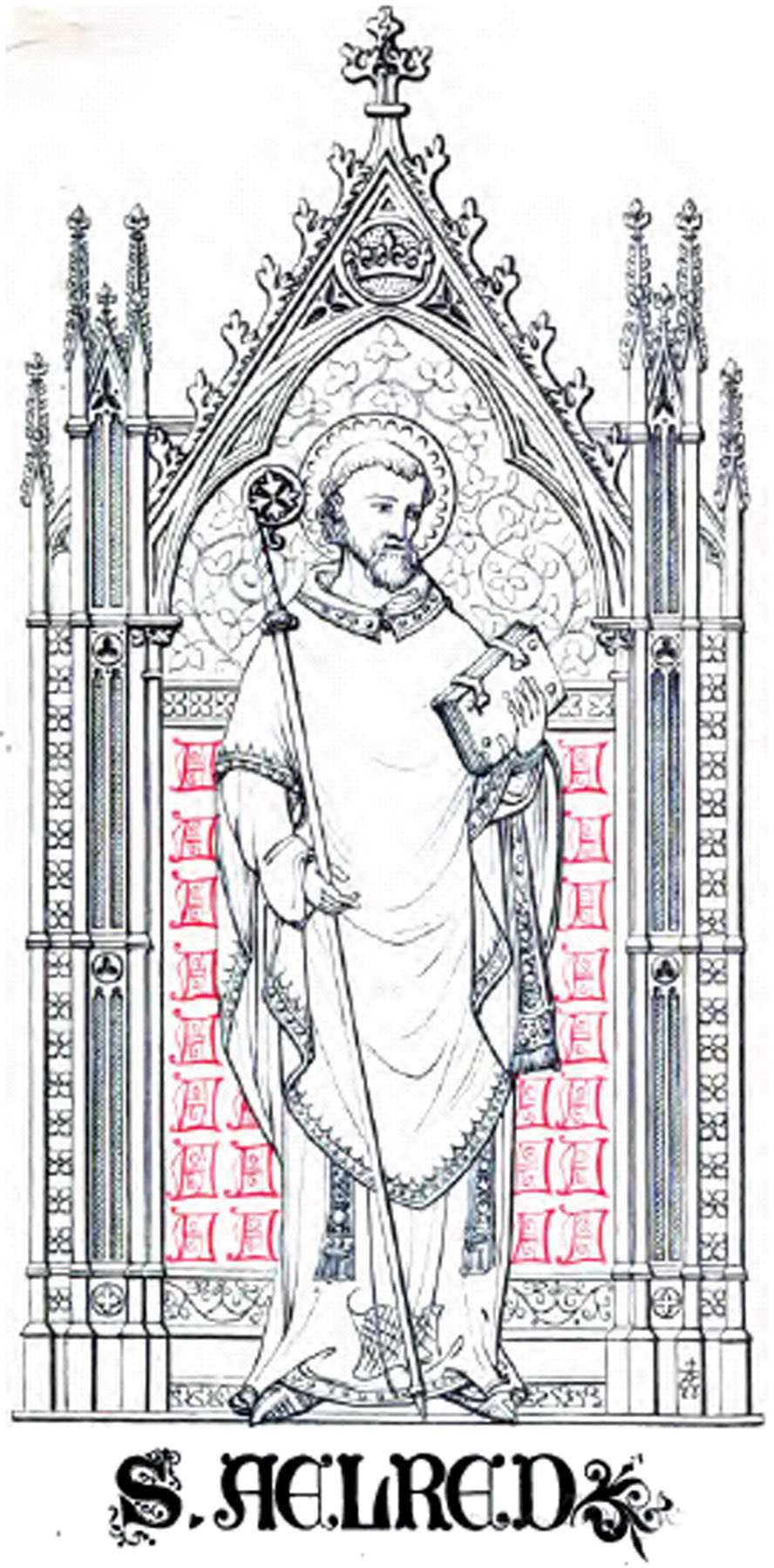
Aelred, historisierende Darstellung von 1845

Aelreds berühmteste Werke sind der Speculum Caritatis (Spiegel der Liebe) und die Schrift über die geistliche Freundschaft: De Spirituali Amicitia. Beide wurden von Bernhard von Clairvaux veranlasst. Seine Werke finden sich in der Patrologia Latina Bd. CXCV [195]; einige kleinere sind auch in verschiedenen Übersetzungen greifbar. Kritische Edition: Aelredi Rievallensis opera omnia; Vol. I opera ascetica, Vol. II Sermones I – XLVI Turnholti (Brepols) 1971 ff.
De Spirituali Amicitia behandelt in Auseinandersetzung mit Cicero und verschiedenen Kirchenvätern (Augustinus, Hieronymus) und mit feiner Psychologie das Wesen der Freundschaft, insbesondere der geistlichen Freundschaft, deren letztes Ziel Christus ist. „Wie selig ist es. zu teilen, jedwedes miteinander planen, prüfen und in allen Stücken eines Sinnes werden. Hinzu kommt, daß Freunde wirksamer füreinander beten. […] Die heilige Liebe, die den Freund umarmt, führt hinauf zu jener seligen Liebe, die uns Christus in die Arme schließen läßt.“ (Aelred: Über die geistliche Freundschaft. 109)
Speculum caritatis behandelt – auf dem Hintergrund der Auseinandersetzung von Cluniazensern und Zisterziensern um die „richtige“ Art der Klosterreform – in biblisch gefärbter Sprache das Wesen sowie die „Erhabenheit der Liebe, ihre Frucht und rechte Ordnung“ (so Bernhard von Clairvaux in seinem Brief mit der Bitte um Abfassung des Werkes, zit. n. Aelred, Spiegel 1989, 17).
Ferner hat Aelred viele Predigten hinterlassen (über 200 Sermones sind bereits in der PL ediert, weitere 100 erst 1952, neuerdings wurden weitere ca. 100 in den Beständen der ehemaligen Bibliotheken von Cluny und Clairvaux entdeckt); sie werden als besonders eloquente Beispiele zisterziensischer Rhetorik angesehen. Manchen gilt er als der „englische Bernhard von Clairvaux“.
Für die klösterliche Gemeinschaft seiner Schwester schrieb er eine Reklusenregel.

## Sexualität
Aus Aelreds Werken, seinen privaten Briefen und seiner Biografie (von Walter Daniel, einem Mönch aus Rievaulx, Aelreds Schüler und Sekretär sowie einem der Gesprächspartner in De amicitia spiritualis), kam der Historiker John Boswell zum Schluss, dass Aelred homosexuell gewesen sei. In De institutione inclusarum, schreibt Aelred „Als ich noch Schüler war, hat der Charme meiner Freunde mich derart ergriffen, dass – unter den Schwächen und Versagen, mit denen jenes Alter versehen ist – meine Sinne sich gänzlich der Emotion ergaben und sich der Liebe widmeten. Es schien mir nichts süßer oder schöner oder wertvoller als zu lieben und geliebt zu werden.“ In einem Brief an seine Schwester schreibt Aelred von dieser Zeit als einer, in der sie ihre Tugend erhielt, während er seine verlor. Dieses wäre nicht verwunderlich, da Aelred am Hofe des schottischen Königs lebte und erst mit 24 Jahren (für mittelalterliche Verhältnisse also spät) in das Kloster zu Rievaulx eintrat.
Einige seiner Werke ermutigten zu Jungfräulichkeit bei Unverheirateten und Keuschheit (nicht aber Abstinenz) in der Ehe bzw. als Witwer und warnten vor sexueller Betätigung außerhalb der Ehe. In allen seinen Werken behandelt er gleichgeschlechtliche Anziehung als gleich möglich und gleich gefährlich wie verschiedengeschlechtliche Anziehung, da sie die gleiche Gefahr für das Zölibatsgelöbnis (Ehelosigkeits- und Keuschheitsgelöbnis) darstellen. Eine konkrete sexuelle Praxis seitens Aelreds kann nicht nachgewiesen werden. Er zeigte sich jedoch nachsichtig gegenüber menschlichem Versagen und kritisierte die fehlende Pastoralfürsorge für die Nonne von Watton und ihren Fall der Schwangerschaft in einem Gilbertinerkloster.

## Schutzpatronat
Der Heilige Aelred ist Schutzpatron derer, die an Blasensteinen leiden. In Newton-le-Willows in Lancashire ist eine Schule nach ihm benannt. Einige lesben- und schwulenfreundliche Organisationen haben Aelred als Schutzpatron erkoren, darunter Integrity in the Episcopal Church in the USA, die National Anglican Catholic Church in den nordöstlichen Vereinigten Staaten, sowie der Orden von St. Aelred in den Philippinen. Im friesländischen Schortens existierte ab 2012 eine Eremitenklause, die Abt Aelred geweiht war; sie wurde 2019 nach Jever verlegt.

### Ausgaben
- Aelredi Rievallensis opera omnia in Patrologia latina, tom. CXCV.
- Aelredi Rievallensis opera omnia; Vol. I opera ascetica, Vol. II Sermones I–XLVI. ed. A. Hoste/C.H. Talbot. Turnholti (Brepols) 1971 ff. (auch Corpus Christianorum C.M I [1871])
- Aelredo di Rievaulx: Regola delle Recluse, a cura di Domenico Pezzini. Paoline, Milano 2003, italienische Übersetzung.
- Aelred de Rievaulx: Sermons pour l’année. 3. Deuxieme collection de Clairvaux, Sermons 29 à 46. Introduction par Pierre-André Burton. Abbaye Notre Dame du Lac (Pain de Cîteaux 18), 2002
- Wolfgang Buchmüller, Moses Hamm (Hrsg.): Über spirituelle Freundschaft. EOS-Verlag, St. Ottilien 2018, ISBN 978-3-8306-7876-2.
- Aelred von Rieval: Spiegel der Liebe. (Speculum caritatis, dt. Übers.: Hildegard Brem) Zisterzienserinnen-Abtei, Eschenbach 1989 (Texte der Zisterzienser-Väter 2)
- Aelred von Rieval: Spiegel der Liebe. (Übertragen und eingeleitet von M. Hildegard Brem. Gekürzt und überarbeitet von Hans Urs von Balthasar). Johannes-Verlag, Einsiedeln 1989, ISBN 3-89411-006-6. (Christliche Meister 37)

### Sekundärliteratur
in der Reihenfolge des Erscheinens
- Frederick Maurice Powicke: Ailred of Rievaulx and his biographer Walter Daniel. Longmans and Green, Oxford 1922; Nachdruck: General Books, Manchester 2010, ISBN 978-1-151-86977-7.
- Danielis Gualterus: Vita Ailredi Abbatis Rievallensis / The life of Aelred of Rievaulx. Aus dem Lateinischen übersetzt und kommentiert von Frederick Maurice Powicke. Nelson, London 1950.
  - Neuausgabe: Walter Daniel: The life of Aelred of Rievaulx(= Cistercian Fathers, Bd. 57). Cistercian Publications, Kalamazoo 1994, ISBN 0-87907-257-1.
- Martin Elze: Aelred von Rievaulx. In: Theologische Realenzyklopädie (TRE). Band 1, de Gruyter, Berlin / New York 1977, ISBN 3-11-006944-X, S. 533–535.
- Marsha Dutton: Christ Our Mother: Aelred’s Iconography for Contemplative Union. In: Ellen Rozanne Elder (Hrsg.): Goad and Nail: Studies in Medieval Cistercian History (= Cistercian Studies, Bd. 84). Cistercian Publications, Kalamazoo 1985, ISBN 0-87907-984-3, S, 21–45.
- Gerd Fösges: Das Menschenbild bei Aelred von Rievaulx. Oros-Verlag, Altenberge 1994, ISBN 3-89375-096-7.
- Wolfgang Buchmüller: Die Askese der Liebe. Aelred von Rievaulx und die Grundlinien seiner Spiritualität. Bernardus-Verlag, Langwaden 2001, ISBN 3-934551-36-X.
- Walter Daniel: La vie d’Aelred, Abbé de Rievaulx (= Pain de Cîteaux, Dritte Folge, Bd. 19). Abbaye Notre Dame du Lac, Oka (Quebec) 2003, ISBN 2-921592-25-8.
- Marsha Dutton (Hrsg.): Aelred of Rievaulx: The Historical Works (= Cistercian Fathers, Bd. 56). Cistercian Publications, Kalamazoo 2005, ISBN 	0-87907-288-1.
- Ursula Schumacher: Aelred von Rievaulx. In: Biographisch-Bibliographisches Kirchenlexikon (BBKL). Band 29, Bautz, Nordhausen 2008, ISBN 978-3-88309-452-6, Sp. 22–33 (Artikel/Artikelanfang im Internet-Archive).
- Pierre-André Burton: Aelred de Rievaulx, 1110–1167. De l’homme éclaté à l’être unifié. Essai de biographie existentielle et spirituelle. Éditions du Cerf, Paris 2010, ISBN 978-2-204-09033-9.

## Nachweis
1. ↑  Lesser Festivals. The Church of England, 2008, abgerufen am 30. November 2024 (englisch).
2. ↑  John Boswell: Christianity, Social Tolerance and Homosexuality. University of Chicago Press, 1980.
3. ↑  Kirchensite.de: Von der Bühne in die Klause (30. Januar 2013); eingesehen am 21. August 2017
4. ↑  Einsiedelei - St. Benedikt. Abgerufen am 9. Mai 2022.

| Personendaten    | Personendaten                                  |
| ---------------- | ---------------------------------------------- |
| NAME             | Aelred von Rievaulx                            |
| ALTERNATIVNAMEN  | Ælred; Ailred; Æthelred; Ethelred von Rievaulx |
| KURZBESCHREIBUNG | mittelalterlicher Abt, Prediger und Mystiker   |
| GEBURTSDATUM     | 1110                                           |
| GEBURTSORT       | Hexham, Northumberland                         |
| STERBEDATUM      | 12. Januar 1167                                |
| STERBEORT        | Rievaulx, North Riding of Yorkshire            |